# Сантус, Марвиу дус
Марвиу Келли дус Сантус (порт. Márvio Kelly dos Santos; 17 марта 1934, Гуанабара, Рио-де-Жанейро — 26 февраля 1990) — бразильский ватерполист, нападающий. Участник летних Олимпийских игр 1952, 1960 и 1964 годов, чемпион Панамериканских игр 1963 года, двукратный бронзовый призёр Панамериканских игр 1955 и 1959 годов.

## Биография
Марвиу дус Сантус родился 17 марта 1934 года в бразильском штате Гуанабара.
Играл в водное поло за «Флуминенсе» из Рио-де-Жанейро.
В составе сборной Бразилии трижды выигрывал медали ватерпольных турниров Панамериканских игр: бронзовые в 1955 году в Мехико и в 1959 году в Чикаго, золотую в 1963 году в Сан-Паулу.
В 1952 году вошёл в состав сборной Бразилии по водному поло на летних Олимпийских играх в Хельсинки, занявшей 14-е место. Играл на позиции нападающего, провёл 4 матча.
В 1960 году вошёл в состав сборной Бразилии по водному поло на летних Олимпийских играх в Риме, занявшей 12-е место. Играл на позиции нападающего, провёл 3 матча, забил 1 мяч в ворота сборной ОГК.
В 1964 году вошёл в состав сборной Бразилии по водному поло на летних Олимпийских играх в Токио, занявшей 13-е место. Играл на позиции нападающего, провёл 3 матча, забросил 1 мяч в ворота сборной Нидерландов.
Умер 26 февраля 1990 года.

## Семья
Младший брат — Силвиу дус Сантус (1935—2016), бразильский пловец. Участник летних Олимпийских игр 1952 и 1956 годов.